# أليكس وونغ
أليكس وونغ (بالإنجليزية: Alex Wong)‏ هو مغن مؤلف ومغني أمريكي، ولد في 25 نوفمبر 1974 في بالو ألتو في الولايات المتحدة.